# Euroliga 2003./04.
Ovo je 47. izdanje elitnog europskog klupskog košarkaškog natjecanja. Sudjelovale su 24 momčadi raspoređene u tri skupine po osam. Najboljih pet iz dvije i šest iz jedne išlo je u Top 16 u kojem su bile formirane četiri skupine, a iz svake je jedna išla u poluzavršnicu. Završni turnir održan je u Tel Avivu od 29. travnja do 1. svibnja 2004. Hrvatski predstavnik Cibona ispao je u Top 16.
- najkorisniji igrač:  Arvydas Sabonis ( Žalgiris Kaunas)

## Završni turnir

### Poluzavršnica
- Skipper Bologna -  Montepaschi Siena 103:102 (pr.)
- Maccabi Tel Aviv -  CSKA Moskva 93:85

### Završnica
- Maccabi Tel Aviv -  Skipper Bologna 118:74

- europski prvak:  Maccabi Tel Aviv (četvrti naslov)
  - sastav: Avi Ben-Chimol, Maceo Baston, Derrick Sharp, Nikola Vujčić, Anthony Parker, Gur Shelef, Tal Burstein, Yotam Halperin, Šarūnas Jasikevičius, Bruno Šundov, Deon Thomas, David Bluthenthal, trener Pini Gershon